# 訃報 1977年11月
訃報 1977年11月（ふほう 1977ねん11がつ）では、1977年（昭和52年）11月中に物故した、又は物故が報じられた人物についてまとめる。

## （1日 - 15日）

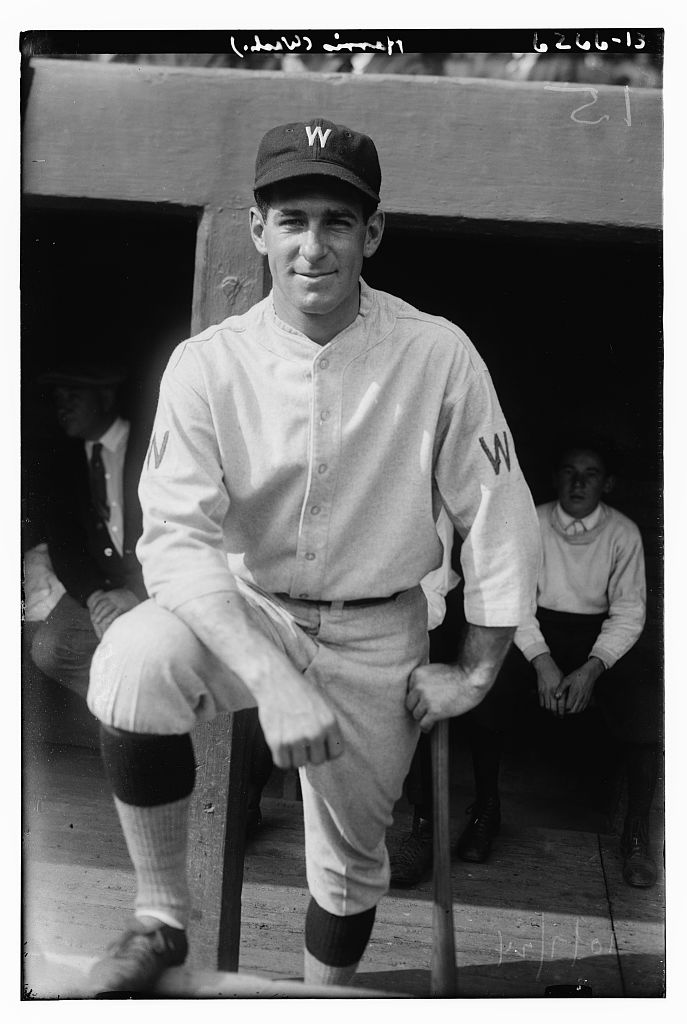
バッキー・ハリス／11月8日没

- 11月1日 - 加藤まさを、画家・詩人（* 1897年）
- 11月1日 - 大谷藤子、小説家（* 1901年）
- 11月1日 - 比嘉春潮、沖縄史の研究者・社会運動家・エスペランティスト（* 1883年）
- 11月4日 - 吉野せい、文筆家（* 1899年）
- 11月5日 - 木村友衛 (初代)、浪曲師（* 1900年）
- 11月5日 - 熊谷寛夫、物理学者（* 1911年）
- 11月7日 - 加茂儀一、科学史学者（* 1899年）
- 11月8日 - バッキー・ハリス、メジャーリーガー（* 1896年）
- 11月11日 - 内藤卯三郎、物理学者・教育者（* 1891年）
- 11月13日 - 石井満、出版人・教育学者（* 1891年）
- 11月13日 - 山高しげり、フェミニスト・政治家（* 1899年）
- 11月13日 - 豊田四郎、映画監督（* 1906年）
- 11月14日 - 石原吉郎、詩人・エッセイスト・歌人・俳人（* 1915年）
- 11月14日 - 嵐芳三郎 (5代目)、歌舞伎役者・俳優（* 1907年）
- 11月14日 - トム・リーミイ、小説家（* 1935年）

## （16日 - 30日）

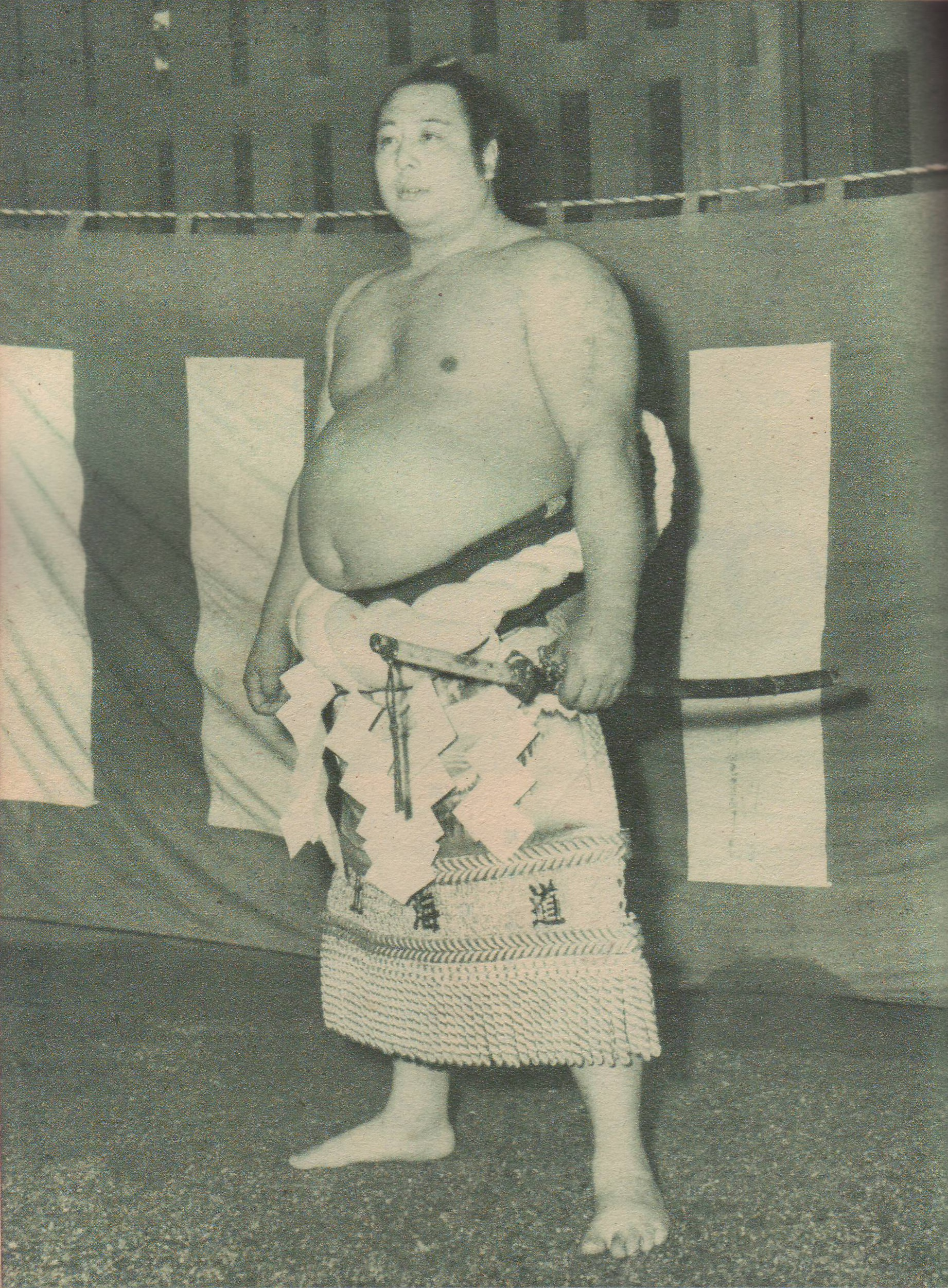
吉葉山潤之輔／11月26日没

- 11月16日 - 植竹圓次、ジャーナリスト・政治家（* 1901年）
- 11月16日 - ホセ・アコスタ、メジャーリーガー（* 1891年）
- 11月17日 - 根岸吉之助、浅草の興行師（* 1892年）
- 11月17日 - ロジャー・ペキンポー、メジャーリーガー（* 1891年）
- 11月18日 - 大塚節治、キリスト教神学者・文学博士（* 1887年）
- 11月19日 - 井亀あおい、『アルゴノオト あおいの日記』著者（* 1960年）
- 11月20日 - 坪川信三、政治家（* 1909年）
- 11月24日 - 宮入行平、刀匠（* 1913年）
- 11月26日 - 奈良真養、映画俳優（* 1896年）
- 11月26日 - 吉葉山潤之輔、元大相撲力士（* 1920年）
- 11月18日 - クルト・シュシュニグ、オーストリア首相（* 1897年）
- 11月28日 - ボブ・ミューゼル、アメリカ合衆国のプロ野球選手（* 1896年）
- 11月30日 - テレンス・ラティガン、劇作家（* 1911年）